# Non-cognitivisme
 (mars 2016).
Le non-cognitivisme est une théorie méta-éthique selon laquelle les phrases morales n'expriment pas de propositions (c'est-à-dire d'affirmations) et ne peuvent donc pas être vraies ni fausses. Un non-cognitiviste nie la prétention cognitiviste selon laquelle les « jugements moraux sont capables d'être objectivement vrais parce qu'ils décrivent certaines caractéristiques du monde ». Si les affirmations morales ne peuvent pas être vraies et si on ne peut connaître quelque chose qui n'est pas vrai, le non-cognitivisme implique que la connaissance morale est impossible.
Le non-cognitivisme implique que des attitudes non cognitives sous-tendent le discours moral et que ce discours consiste donc en actes de langage non déclaratifs tout en acceptant que les énoncés moraux ressemblent superficiellement à des énoncés déclaratifs qui expriment des propositions. Le but de l'interprétation des prétentions morales comme actes de langage non déclaratifs est d'expliquer ce que signifient les prétentions morales si elles ne sont ni vraies ni fausses (comme l'impliquent les philosophies telles que le positivisme logique). Des énoncés comme « Honte à l'assassinat ! » et « Ne tue pas » ne sont pas susceptibles d'être vrais ou faux mais possèdent un sens non cognitif.

## Variétés de non-cognitivisme
L'émotivisme, associé à A. J. Ayer, au Cercle de Vienne et à C. L. Stevenson, est la position selon laquelle les phrases morales expriment essentiellement les émotions de la personne qui les énonce et visent à influencer les actions de l'auditeur. Ainsi considéré, « Tuer est mal » est traduit par « Honte à l'assassinat ! » ou « je désapprouve l'assassinat ».
Une position proche de l'émotivisme, développé par R. M. Hare est appelé prescriptivisme universel. Les prescriptivistes interprètent les affirmations morales comme étant des « impératifs » universels, prescrivant des comportements que chacun doit adopter. Selon le prescriptivisme, des phrases comme « Tu ne tueras point » ou « ne vole pas ! » sont les expressions les plus claires de la morale, tandis que des reformulations comme « Tuer est mal » ont tendance à obscurcir le sens des phrases morales.
Parmi les autres formes de non-cognitivisme figurent le quasi-réalisme de Simon Blackburn et l'expressivisme normatif d'Allan Gibbard.

## Arguments en faveur du non-cognitivisme
Les arguments en faveur du prescriptivisme mettent l'accent sur la « fonction » des déclarations normatives.
Les prescriptivistes soutiennent que les déclarations et les prescriptions factuelles sont totalement différentes en raison des différentes attentes de changement en cas d'un choc entre le mot et le monde. Dans une phrase descriptive, si l'on prend pour prémisse que « rouge est un nombre » alors, selon les règles grammaticales, ladite déclaration serait fausse. Comme ladite prémisse décrit les objets en fonction des termes « rouge » et « nombre », toute personne ayant une compréhension adéquate de sa propre langue remarquerait la fausseté d'une telle description et la fausseté de ladite déclaration.
Toutefois, si la règle « Tu ne tueras point ! » est énoncée et que cette prémisse est annulée (par le fait qu'une personne est assassinée), le locuteur ne va pas changer sa phrase après observation de ce fait en « Tue d'autres personnes ! » mais rappellera l'indignation morale que suscite l'acte de tuer.
Ajuster des déclarations fondées sur la réalité objective et ajuster la réalité à partir de déclarations sont des usages contraires du langage, ainsi les déclarations descriptives sont-elles un autre type de phrase que les normes. Si la vérité est comprise selon la théorie de la correspondance, la question de la vérité ou de la fausseté de phrases indépendantes de phénomènes extérieurs ne peut pas être expérimentée (voir tautologie).
Certains cognitivistes soutiennent que certaines expressions comme « courageux » possèdent un composant en même temps factuel et normatif qui ne peut pas être distingué par l'analyse. Les prescriptivistes font valoir que selon le contexte, c'est le composant factuel ou normatif de la signification qui domine. La phrase « le héros X s'est comporté courageusement » est erronée s'il s'est enfui en face du danger. Mais la phrase « Sois courageux et bats-toi pour la gloire de ton pays ! » n'a pas de valeur de vérité et ne peut être invalidée par une personne qui ne rejoint pas l'armée.
Le prescriptivisme est également soutenu par la manière concrète de parler. Beaucoup de déclarations morales sont de facto proférées comme des recommandations ou des commandements, par exemple, lorsque les parents ou les enseignants défendent aux enfants de faire de mauvaises actions. Les idées morales les plus connues sont des prescriptions : les Dix Commandements, le commandement de charité, l'impératif catégorique et la Règle d'or commandent de faire ou ne pas faire quelque chose plutôt que de prononcer que quelque chose relève ou non de l'un de ces cas.
Le prescriptivisme peut correspondre à l'idée théiste selon laquelle la morale consiste en l'obéissance envers Dieu. Il est cependant différent du surnaturalisme cognitiviste qui interprète la morale comme la volonté subjective de Dieu, tandis que le prescriptivisme prétend que les règles morales sont universelles et peuvent être trouvées par la raison seule, sans référence à un dieu.
Selon Hare, les prescriptivistes ne peuvent faire valoir que les amoralistes ont logiquement tort ou sont contradictoires. Chacun peut choisir de suivre ou non des commandements moraux. Ceci est la condition humaine selon la réinterprétation chrétienne du choix d'Héraclès. Selon le prescriptivisme, la morale ne relève pas de les connaissances (des faits moraux) mais du caractère (de choisir de faire ce qu'il faut). Les acteurs ne peuvent pas externaliser leur responsabilité et leur libre arbitre vers une quelconque vérité morale dans le monde, les gens vertueux n'ont pas besoin d'attendre une révélation pour choisir ce qui est juste.
Le prescriptivisme est également soutenu par la logique impérative dans laquelle il n'y a pas de valeurs de vérité pour les impératifs, et par l'idée du paralogisme naturaliste : même si quelqu'un pouvait prouver l'existence d'une propriété éthique et l'exprimer dans une déclaration factuelle, il ne pourrait jamais tirer aucun commandement de cette déclaration, pour que la recherche de propriétés éthiques est inutile.
Comme c'est le cas pour les autres théories méta-éthiques anti-réalistes, le non-cognitivisme est fortement soutenu par l'argument de l'étrangeté : les propriétés éthiques, si elles existaient, seraient différentes de toute autre chose dans l'univers, car elles n'ont aucun effet observable sur le monde. Les gens ont généralement une attitude négative vis-à-vis de l'assassinat, ce qui empêche vraisemblablement la plupart d'entre nous d'assassiner. Mais, l'« immoralité » réelle de l'assassinat joue-t-elle un rôle « indépendant » ? Est-il prouvé qu'il existe une propriété d'immoralité que possèdent certains types d'actes ? Certaines personnes pourraient penser que les forts sentiments que nous avons lorsque nous voyons ou considérons un assassinat fournissent la preuve de l'immoralité de l'assassinat. Mais il n'est pas difficile d'expliquer ces sentiments sans dire que l'« immoralité » en est la cause. Il est ainsi impossible de discerner quelles, le cas échéant, propriétés éthiques existent. D'après le rasoir d'Ockham, l'hypothèse la plus simple est qu'aucune n'existe. Le non-cognitiviste affirme alors que puisqu'une proposition au sujet d'une propriété éthique serait sans référent, les déclarations éthiques doivent être autre chose.
Les arguments en faveur de l'émotivisme se concentrent sur ce qu'« expriment » les déclarations normatives lorsque énoncées par un locuteur. Une personne qui dit que tuer est mal exprime certainement sa désapprobation de l'assassinat. Les émotivistes affirment que cela est « tout » ce qu'elle fait, que la déclaration « tuer est mal » n'est pas une déclaration apte à la vérité et que le fardeau de la preuve repose sur les cognitivistes qui veulent montrer qu'en plus d'exprimer sa désapprobation, l'allégation « tuer est mal » est également vraie. Les émotivistes demandent s'il existe vraiment la preuve que le meurtre est mal. Nous avons des preuves que Jupiter possède un champ magnétique et que les oiseaux sont ovipares. Cependant, pour l'instant nous ne semblons pas avoir trouvé de preuves de l'existence de propriétés morales telles que la « bonté ». Les émotivistes demandent pourquoi, sans une telle preuve, nous devrions  penser qu'il « existe » une telle propriété. Les intuitionistes éthiques pensent que la preuve ne vient pas de la science ou de la raison mais de nos propres sentiments : de bonnes actions nous font sentir d'une certaine façon et les mauvaises actions de façon très différente. Mais est-ce suffisant pour montrer qu'il existe des actions véritablement bonnes et mauvaises ? Les émotivistes ne le pensent pas et prétendent que nous ne devons pas postuler l'existence d'une « méchanceté » morale ou « immoralité » pour expliquer pourquoi la considération de certains actes nous fait sentir désapprobateurs ; que tout ce que nous observons vraiment quand nous nous livrons à l'introspection sont des sentiments de désapprobation. Ainsi, l'émotiviste demande pourquoi ne pas adopter l'explication simple et dire que cela est tout ce qu'il y a, plutôt que d'insister qu'une certaine « méchanceté » intrinsèque (assassiner, par exemple) doit être la cause de ces sentiments quand une explication plus simple est disponible.

## Arguments contre le non-cognitivisme
Il est reproché au non-cognitivisme d'ignorer les « causes » externes des réactions émotionnelles et prescriptives. Si quelqu'un dit : « Jacques est une bonne personne », quelque chose à propos de Jacques doit avoir inspiré cette réaction. Si Jacques donne aux pauvres, prend soin de sa grand-mère malade et est amical avec les autres, et que ce sont ces caractéristiques qui incitent le locuteur à penser du bien de lui, il est plausible de dire « Jacques est une bonne personne parce qu'il donne aux pauvres, prend soin de sa grand-mère malade et est amical avec les autres ». Si, à son tour, l'orateur répond positivement à l'idée de donner aux pauvres, alors certains aspects de cette idée doivent avoir inspiré une réponse positive ; on pourrait dire que cet aspect est également au fondement de sa bonté.
Un autre argument est le « problème de l'intégration ». Considérons les phrases suivantes :
- Manger de la viande n'est pas mal.
- Manger de la viande est-il mal ?
- Je pense que manger de la viande est mal.
- Michel ne pense pas que manger de la viande est mal.
- Je pensais autrefois que manger de la viande était mal.
- Elle ne se rend pas compte que manger de la viande est mal.

Les tentatives de traduire ces phrases dans un cadre émotiviste semblent échouer (par exemple « Elle ne se rend pas compte, Honte à la consommation de viande !»). Les traductions prescriptivistes s'en sortent à peine mieux (« Elle ne se rend pas compte qu'elle ne doit pas manger de la viande »). Même le fait de former une telle construction indique une sorte de cognition dans le processus.
Selon quelques points de vue non cognitivistes, ces phrases supposent simplement la prémisse fausse que les énoncés éthiques sont soit vrais soit faux. De plus, elles pourraient être traduites littéralement par :
- « Manger de la viande est mal » est un énoncé faux.
- « Manger de la viande est mal » est-il un énoncé vrai ?
- Je pense que « Manger de la viande est mal » est un énoncé vrai.
- Michel ne pense pas que « Manger de la viande est mal » est un énoncé vrai.
- Je pensais autrefois que « Manger de la viande est mal » était un énoncé vrai.
- Elle ne se rend pas compte que « Manger de la viande est mal » est un énoncé vrai.

Ces traductions semblent cependant dissociées de la façon dont les gens utilisent réellement la langue. Un non-cognitiviste ne serait pas d'accord avec quelqu'un qui dirait : « Manger de la viande est « mal » est un énoncé erroné » (puisque « manger de la viande » n'est pas du tout apte à la vérité), mais peut être tenté d'être d'accord avec une personne qui dirait « Manger de la viande n'est pas mal ».
On pourrait interpréter ces déclarations de façon plus constructive pour décrire l'état émotionnel sous-jacent qu'elles expriment, à savoir : je désapprouve / ne désapprouve pas le fait de manger de la viande, je le faisais, il ne le faisait pas, je le fais et elle ne le fait pas, etc. ; Toutefois, cette interprétation est plus proche du subjectivisme moral que du non-cognitivisme proprement dit.
Un argument similaire contre le non-cognitivisme est celui de l'argument éthique. Un argument habituel  pourrait être « Si tuer un humain innocent est toujours mal et tous les fœtus humains sont innocents, alors tuer un fœtus est toujours mal ». La plupart des gens considèreraient qu'un tel énoncé représenterait une proposition analytique vraie a priori. Toutefois, si les déclarations éthiques ne représentent pas les cognitions, il semble étrange de les utiliser comme prémisses à un argument et encore plus bizarre de penser qu'elles suivent les mêmes règles de syllogisme que les propositions vraies. Cependant, R. M. Hare, partisan du prescriptivisme universel, a fait valoir que les règles de la logique sont indépendantes du mode grammatical et donc que les mêmes relations logiques peuvent tenir entre les modes impératif et indicatif.
De nombreuses objections au non-cognitivisme fondées sur les caractéristiques linguistiques de ce qui prétend être des jugements moraux ont été initialement soulevées par Peter Glassen (en) dans l'article The Cognitivity of Moral Judgments publié dans la revue Mind en janvier 1959 et dans l'article suivant du même auteur paru dans le numéro de janvier 1963 de la même revue.